# Urban Thelen
Urban Thelen (ur. 22 kwietnia 1915 w Winden (Kreuzau), zm. w maju 2008 w Drove (Kreuzau)) – niemiecki żołnierz, organista, podczas II wojny światowej, będąc sierżantem Wehrmachtu, uratował relikwie św. Wojciecha.

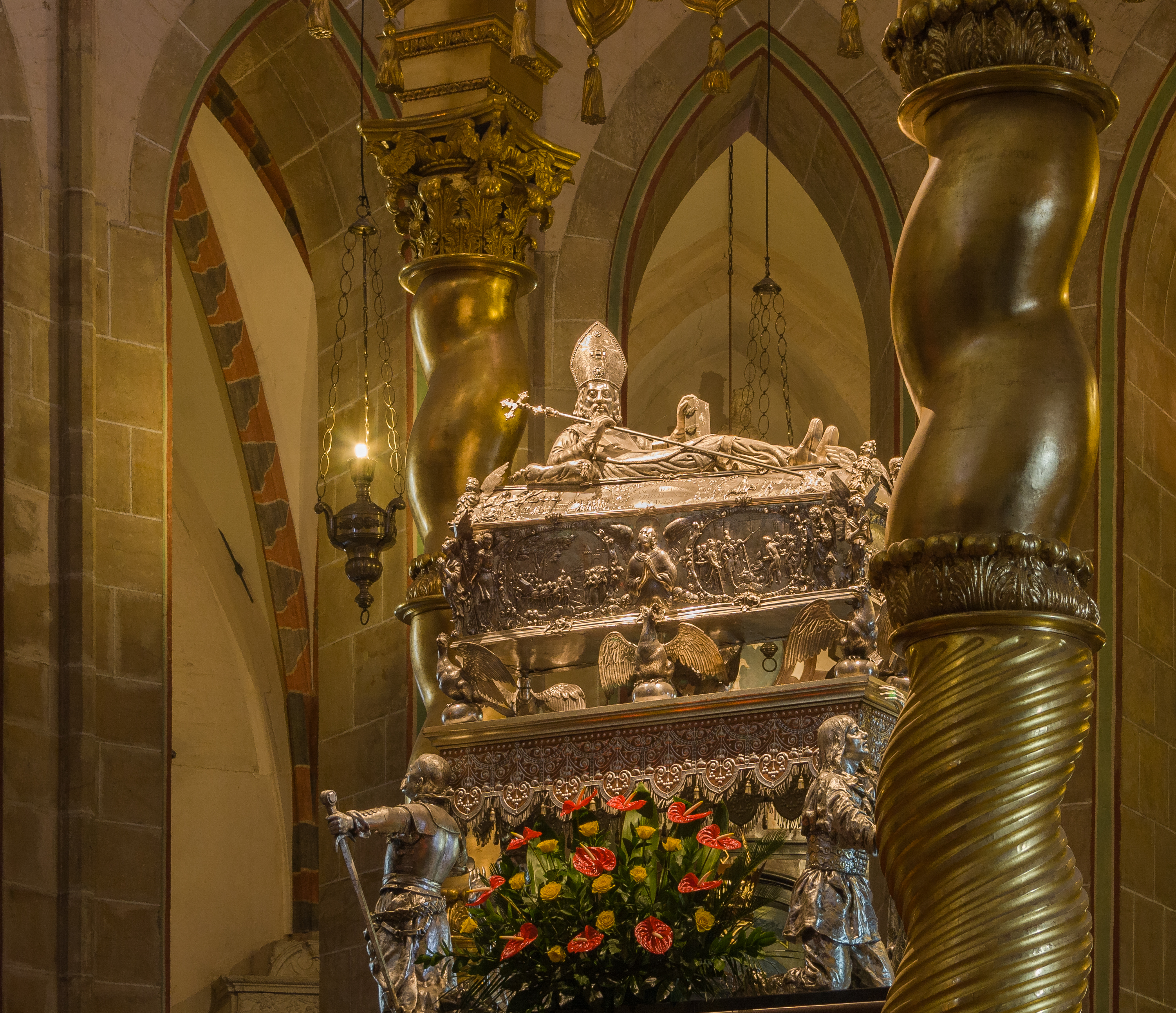
Relikwiarz św. Wojciecha w bazylice gnieźnieńskiej.

## Życiorys
Urodził się 22 kwietnia 1915 w Nadrenii. Po ukończeniu Szkoły Handlowej został powołany do paramilitarnej organizacji Arbeitsdienst. Stamtąd trafił do Wehrmachtu. Początkowo pracował w urzędach poborowych. Po wybuchu wojny został szefem biura nadzoru i uzupełnienia wojskowego w Inowrocławiu.
W 1940 roku w Inowrocławiu Urban Thelen spotkał i zaprzyjaźnił się z niemieckim księdzem Paulem Mattauschem, pochodzącym również z Nadrenii. Duchowny był wówczas duszpasterzem niemieckich katolików przesiedlonych na okupowane ziemie i potajemnie prowadził też nielegalną opiekę duszpasterską wśród pozostałych w Inowrocławiu Polaków. On to któregoś dnia zaproponował Thelenowi, który często jeździł do Gniezna, podjęcie się misji kuriera. Sierżant wyraził zgodę i to dzięki niemu wrocławski arcybiskup Adolf Bertram, polski wikariusz generalny Archidiecezji Gnieźnieńskiej, Edward van Blericq i ksiądz Mattausch mogli wymieniać między sobą listy i dokumenty.
W lipcu 1941 roku, dzień przed zajęciem katedry gnieźnieńskiej przez Gestapo, Urban Thelen, za namową ks. Mattauscha, udał się tam, by ratować zagrożone relikwie św. Wojciecha. Szczątki przełożone do drewnianej skrzynki, owiniętej w papier, sierżant w mundurze Wehrmachtu przewiózł pociągiem z Gniezna do Inowrocławia i oddał księdzu Mattauschowi. Tam zostały one ukryte w specjalnej kryjówce, w posadzce zakrystii kościoła św. Mikołaja. Przetrwały szczęśliwie okupację i po jej zakończeniu powróciły stąd do Gniezna.
Po wojnie Urban Thelen, który od dziecka kochał muzykę, ukończył Wyższą Szkołę Muzyczną i został organistą.
Informacja o wojennych zasługach Thelena po raz pierwszy została ujawniona dopiero w 1980 roku. W czasie przygotowań parafii w Kleve do pielgrzymki na obchody 1000-lecia urodzin cesarza Ottona III, Urban Thelen, który brał w niej udział, przy grobie świętego Wojciecha w Gnieźnie opowiedział przyjaciołom swoją historię, o której milczał ponad pół wieku.
W roku 1992 Urban Thelen towarzyszył legatowi prymasa Polski w drodze do Kleve, gdzie część uratowanych przezeń relikwii – jako dar Kościoła polskiego – została złożona w ołtarzu kościoła pw. Niepokalanego Poczęcia NMP.
Wojenny epizod ratowania relikwii szerokiego rozgłosu nabrał dopiero w 1997 roku, tuż przed europejskimi obchodami 1000-lecia śmierci świętego Wojciecha, gdy Urban Thelen oficjalnie poinformował o tym media.
Na jubileusz do Gniezna został zaproszony przez abp. Henryka Muszyńskiego, gdzie został przedstawiony papieżowi Janowi Pawłowi II i w podziękowaniu otrzymał nagrodę „Zasłużony dla Archidiecezji Gnieźnieńskiej”.